# Maria Marí Guasch
Maria Marí Guasch (Sant Llorenç de Balàfia, marzo de 1909 - Ibiza, octubre de 2001) fue una militante republicana española y víctima de la represión franquista. 

## Trayectoria
A los 18 años se casó con Josep Serra Guasch. Ambos militaron durante la Segunda República en el partido de Manuel Azaña, Izquierda Republicana.
Marí destacó por haber sido la primera mujer que participó en un mitin político en la isla de Ibiza. Fue durante la capaña electoral del 16 de febrero de 1936, cuando hubo un mitin en la bodega de Can Vidalet. En su discurso habló de la educación, sobre los derechos de las mujeres y sobre todo, de las condiciones laborales en el mundo rural.
Al inicio de la guerra civil española ella y su marido fueron represaliados. En marzo de 1937, fueron detenidos por la guardia civil. Los dos ingresaron en la cárcel de la ciudad de Ibiza. Marí estuvo encarcelada casi cuatro años, primero en la cárcel de Ibiza y después estuvo presa en la cárcel de Palma. Finalmente fue indultada. En cambio su marido, Josep Serra Guasch estuvo casi 6 años detenido, pasando por las cárceles de Ibiza, de Can Mir en la Palma, en el campo de concentración de Formentera, la prisión de Valencia y la de Alcoy cuando también fue indultado.
María Mari murió en Ibiza en octubre de 2001 los 92 años.

## Reconocimientos
Ibiza nombró una calle en  su honor.